# Walter Baldwin
Pour les articles homonymes, voir Baldwin.
Walter Baldwin est un acteur américain, né le 2 janvier 1889 à Lima (Ohio), mort le 27 janvier 1977 à Santa Monica (Californie).

## Biographie
Walter Baldwin débute au théâtre et joue à Broadway (New York) de 1917 à 1938, dans quinze pièces. Entre autres, il contribue aux créations de Grand Hotel d'Herman Shumlin (1930-1931, avec Sam Jaffe ; pièce adaptée au cinéma en 1932) et de Des souris et des hommes, adaptation du roman éponyme de John Steinbeck (1937-1938, avec Broderick Crawford et Wallace Ford).
Au cinéma, entre 1936 et 1969, il apparaît comme second rôle de caractère (parfois non crédité) dans cent-trente films américains (y compris des westerns), dont Les Plus Belles Années de notre vie de William Wyler (1946, avec Myrna Loy et Fredric March), La Roulotte du plaisir de Vincente Minnelli (1954, avec Lucille Ball et Desi Arnaz), ou encore Les Cheyennes de John Ford (1964, avec Richard Widmark et Carroll Baker). Ses deux derniers films sont Rosemary's Baby de Roman Polanski (1968, avec Mia Farrow et John Cassavetes) et Hail, Hero! de David Miller (1969, avec Michael Douglas).
À la télévision, de 1954 à 1971, Walter Baldwin joue dans vingt-quatre séries, dont La Grande Caravane (deux épisodes, 1960), Les Arpents verts (deux épisodes, 1965-1966) et Les Envahisseurs (un épisode, 1968).

## Théâtre
(pièces jouées à Broadway)
- 1917 : This Way Out de Frank Craven, avec David Burton, Frank Craven, Charles Trowbridge
- 1917 : The Claim de Charles Kenyon et Frank Dare, avec Charles Halton
- 1923-1924 : The Changelings de Lee Wilson Dodd, avec Laura Hope Crews
- 1924 : Nerves de John Farrar et Stephen Vincent Benét, avec Humphrey Bogart, Paul Kelly, Mary Philips
- 1926 : The Good Fellow de George S. Kaufman et Herman J. Mankiewicz, mise en scène de George S. Kaufman et Howard Lindsay, avec Jean Adair, Victor Kilian
- 1928-1929 : The Front Page de Ben Hecht et Charles MacArthur, mise en scène de George S. Kaufman, avec George Barbier, Joseph Calleia, Eduardo Ciannelli, Willard Robertson (première adaptation au cinéma en 1931)
- 1930-1931 : Grand Hotel, adaptation de William A. Drake, d'après le roman Menschen im Hotel de Vicki Baum, mise en scène et production d'Herman Shumlin, avec Sam Jaffe, Albert Dekker, Joseph Calleia, Rafaela Ottiano
- 1933 : Shooting Star de Noel Pierce et Bernard C. Schoenfeld, avec Henry O'Neill, Lee Patrick, Cora Witherspoon
- 1934 : I, Myself d'Adelyn Bushell, avec Charles Trowbridge
- 1934 : Jayhawker de Sinclair et Lloyd Lewis, avec Paul Guilfoyle, O. Z. Whitehead
- 1935 : Battleship Gertie de Frederick Hazlitt Brennan, avec Harry Davenport, Burgess Meredith
- 1936 : Mid-West de James Hagan, avec Jean Adair, John Alexander, Van Heflin, Frank Wilcox
- 1936-1937 : Swing Your Lady de Kenyon Nicholson et Charles Robinson, avec John Alexander, Hope Emerson
- 1937 : Miss Quis de Ward Morehouse, avec Jessie Royce Landis
- 1937-1938 : Des souris et des hommes (Of Mice and Men), adaptation du roman éponyme de John Steinbeck, mise en scène de George S. Kaufman, avec Broderick Crawford, Wallace Ford, Claire Luce

## Filmographie partielle

### Au cinéma
- 1936 : Peaceful Relations de William Watson (court métrage)
- 1941 : La Charge fantastique (They died with their Boots on) de Raoul Walsh
- 1941 : The Devil Commands d'Edward Dmytryk
- 1942 : L'Étranger mystérieux (The Incredible Stranger) de Jacques Tourneur (court métrage)
- 1942 : Pour moi et ma mie (For Me and My Gal) de Busby Berkeley
- 1942 : Crimes sans châtiment (Kings Row) de Sam Wood
- 1943 : Le Cavalier du Kansas (The Kansan) de George Archainbaud
- 1943 : A Stranger in Town de Roy Rowland
- 1944 : Le Juré disparu (The Missing Juror) de Oscar Boetticher Jr.
- 1944 : Le Président Wilson (Wilson) de Henry King
- 1944 : L'Amazone aux yeux verts (Tall in the Saddle) d'Edwin L. Marin
- 1944 : Coup de foudre (Together Again) de Charles Vidor
- 1945 : L'Or et les Femmes (Bring on the Girls) de Sidney Lanfield
- 1945 : Roughly Speaking de Michael Curtiz
- 1945 : Why Girls Leave Home de William Berke
- 1946 : Le Château du dragon (Dragonwyck) de Joseph L. Mankiewicz
- 1946 : Les Plus Belles Années de notre vie (The Best Years of Our Lives) de William Wyler
- 1946 : L'Emprise du crime (The Strange Love of Martha Ivers) de Lewis Milestone
- 1946 : Règlement de comptes à Abilene Town (Abilene Town) d'Edwin L. Marin
- 1947 : Les Conquérants d'un nouveau monde (Unconquered) de Cecil B. DeMille
- 1947 : Le deuil sied à Électre (Mourning Becomes Electra) de Dudley Nichols
- 1947 : Le crime était presque parfait (The Unsuspected) de Michael Curtiz
- 1947 : Traquée (Framed) de Richard Wallace
- 1948 : La Descente tragique (Albuquerque) de Ray Enright
- 1948 : La Peine du talion (The Man from Colorado) d'Henry Levin
- 1948 : Rencontre d'hiver (Winter Meeting) de Bretaigne Windust
- 1948 : Rachel and the Stranger de Norman Foster
- 1948 : La Proie (Cry of the City) de Robert Siodmak
- 1948 : Far West 89 (Return of the Bad Men) de Ray Enright
- 1949 : La Fille des prairies (Calamity Jane and Sam Bass) de George Sherman
- 1949 : Les Sœurs casse-cou (Come to the Stable) d'Henry Koster
- 1949 : Les Bas-fonds de Frisco (Thieve's Highway) de Jules Dassin
- 1950 : Treize à la douzaine (Cheaper by the Dozen) de Walter Lang
- 1950 : Gare au percepteur (The Jackpot) de Walter Lang
- 1951 : Storm Warning de Stuart Heisler
- 1951 : The Racket de John Cromwell
- 1951 : Face à l'orage (I want you) de Mark Robson
- 1952 : The Winning Team de Lewis Seiler
- 1952 : Un amour désespéré (Carrie) de William Wyler
- 1953 : Vicky (Scandal at Scourie) de Jean Negulesco
- 1953 : Vaquero (Ride, Vaquero !) de John Farrow
- 1954 : C'est pas une vie, Jerry (Living It Up) de Norman Taurog
- 1954 : Le Nettoyeur (Destry) de George Marshall
- 1954 : La Roulotte du plaisir (The Long, Long Trailer) de Vincente Minnelli
- 1955 : Mélodie interrompue (Interrupted Melody) de Curtis Bernhardt
- 1955 : Tu seras jugé (Stranger on Horseback) de Jacques Tourneur
- 1955 : La Maison des otages (The Desperate Hours) de William Wyler
- 1956 : Glory de David Butler
- 1956 : L'Extravagante Héritière (You can't run away from it) de Dick Powell
- 1956 : La première balle tue (The Fastest Gun Alive) de Russell Rouse
- 1960 : Oklahoma Territory d'Edward L. Cahn
- 1961 : Amour sauvage (Wild in the Country) de Philip Dunne
- 1964 : Les Cheyennes (Cheyenne Autumn) de John Ford
- 1968 : Rosemary's Baby de Roman Polanski
- 1969 : Hail, Hero! de David Miller

### À la télévision (séries)
- 1954 : Lassie
  - Saison 1, épisode 3 The Colt de Sheldon Leonard
- 1956 : Le Choix de... (Screen Directors Playhouse)
  - Saison unique, épisode 20 One Against Many de William Dieterle
- 1960 : La Grande Caravane (Wagon Train)
  - Saison 3, épisodes 29 et 30 Trial for Murder (Parts I & II) de Virgil W. Vogel
- 1965 : Le Fugitif (The Fugitive)
  - Saison 3, épisode 8 An Apple a Day
- 1965-1966 : Les Arpents verts (Green Acres)
  - Saison 1, épisode 11 Parity begins at Home (1965) de Richard L. Bare
  - Saison 2, épisode 1 Wing Over Hooterville (1966) de Richard L. Bare
- 1966 : Une mère pas comme les autres (My Mother the Car)
  - Saison unique, épisode 21 You can't get there from here
- 1967 : Gunsmoke ou Police des plaines (Gunsmoke ou Marshal Dillon)
  - Saison 12, épisode 21 Fandango de James Landis
- 1967 : Mannix
  - Saison 1, épisode 9 Pour une signature (Huntdown) de Gerald Mayer
- 1968 : Les Envahisseurs (The Invaders)
  - Saison 2, épisode 18 Contre-attaque (Counter-Attack) de Robert Douglas